# Менчікурівський розріз
Менчікурівський розріз — геологічна пам'ятка природи місцевого значення стратиграфічного та тектонічного типу. Розташована на північно-західній околиці селища Георгіївка Лутугинського району Луганської області. Загальна площа — 3 га.
Геологічна пам'ятка отримала статус згідно з рішенням виконкому Ворошиловградської обласної ради народних депутатів № 532 від 9 грудня 1982 року (в.ч.), № 247 від 28 червня 1984 року.
Розріз знаходиться на лівовому березі річки Вільхівка в районі балки Шатського. У ньому відслонюються пласти пісковиків, аргілітів, алевролітів, вапняків середнього карбону, які насунені на верхнью крейду. Останні представлені конгломератами сеноманського ярусу, пісковиками та кремнеземистими мергелями туронського ярусу і нижньосантонського під'ярусу, що залягають з крутими кутами падіння. Породи насунені по площині Північного Лутугинського насуву на піскуваті кремнеземисті мергелі кампанського ярусу. Насув має амплітуду карбону близько 200 м, з яких 70 м успадковано по крейді. Дещо на північ проходить більш крупний Каменський насув, амплітуда якого по фанерозойським утворенням становить 1500 м, з яких 1200 припадає на карбон і 300 — на крейду. Породи карбону поблизу балки Шатського нахилені на південь під кутом 40-50°. Біля насуву вони утворюють флексуроподібну складку.